# Noren

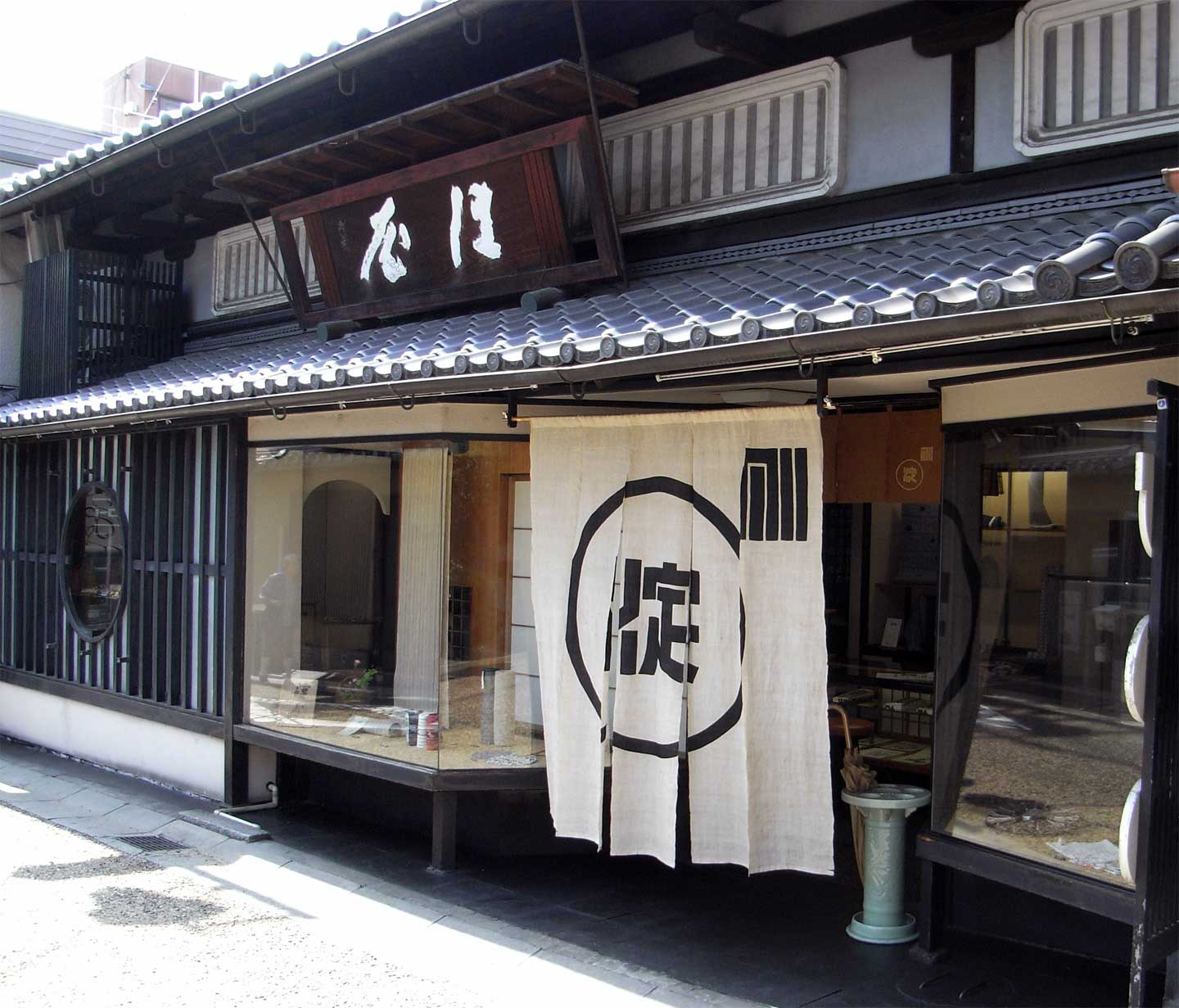
Un tradizionale noren all'ingresso di un negozio nella città di Nara

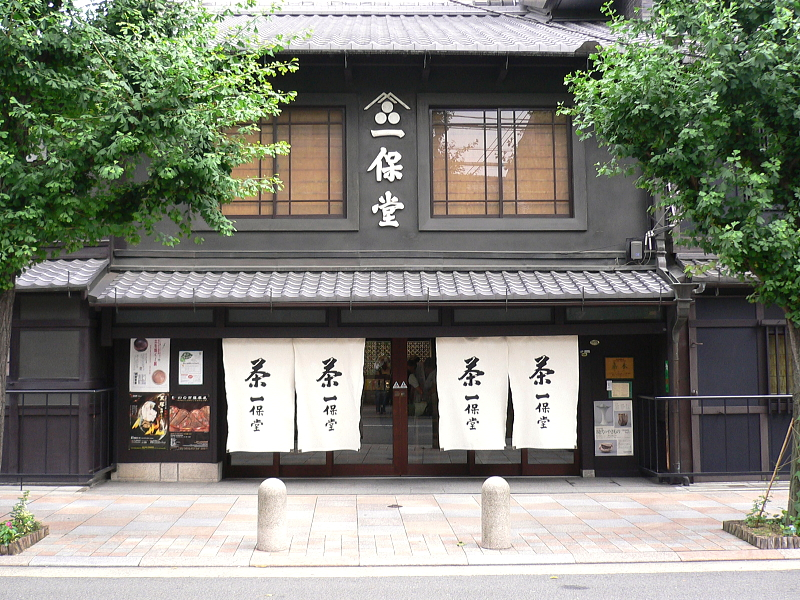
Noren all'ingresso di un negozio di tè a Kyoto

I noren (暖 簾?) sono i tradizionali divisori in tessuto giapponesi che vengono posizionati tra stanze, pareti, porte o finestre. Di solito hanno una o più fessure verticali tagliate dal fondo fino a raggiungere la parte superiore, per consentire un attraversamento più agevole. I noren sono rettangolari e sono disponibili in diversi materiali, dimensioni, colori e motivi.

## Utilizzi
I noren per esterni sono tradizionalmente usati da negozi e ristoranti come mezzo di protezione dal sole, dal vento e dalla polvere e per la pubblicizzazione del nome o del logo del negozio. I nomi sono spesso caratteri giapponesi, specialmente kanji, ma possono essere emblemi mon, monogrammi giapponesi o disegni astratti. I disegni di noren sono generalmente tradizionali per integrare la loro associazione con gli edifici tradizionali. I noren per interni sono invece spesso usati per separare le aree da pranzo dalle cucine o da altre aree di preparazione per impedire la fuoriuscita di fumo o odori.
Anche i sentō (stabilimenti termali) posizionano noren ai loro ingressi, in genere di colore blu per gli uomini e rosso per le donne con il kanji 湯 (yu, acqua calda) o l'hiragana corrispondente ゆ.
Sono anche appesi all'ingresso principale di un negozio per indicare che la struttura è aperta agli affari, e vengono sempre smontati alla fine della giornata lavorativa.